# Батальон специального назначения по охране особо важного государственного объекта и специальных грузов
Батальон специального назначения по охране особо важного государственного объекта и специальных грузов (бел. Батальён спецыяльнага прызначэння па ахове асабліва важнага дзяржаўнага аб’екта і спецыяльных грузаў, (Войсковая часть № 7434, бел. Вайсковая часць 7434) — формирование внутренних войск МВД Беларуси. 
Вместе с 1146-м гвардейском зенитно-ракетным полком занимается обеспечением безопасности Белорусской АЭС.

## История
Формирование, как и другие части белорусских внутренних войск, ведёт историю от 132-го отдельного батальона конвойных войск, принимавшего участие в обороне Брестской крепости. В советское время часть № 7443 занималась охраной заключённых в Барановичах, затем была расформирована, и возродилась как специальный батальон внутренних войск по охране особо важных государственных объектов и специальных грузов, главной задачей которого стала охрана БелАЭС.
Новая часть была открыта в марте 2017 года. На боевое дежурство по охране Белорусской АЭС военнослужащие заступили 6 апреля 2020 года. В июле 2023 года в составе батальона сформирован отряд специального назначения «Циклон». В состав формирования входит также сапёрная группа.
Специальный батальон расположен поблизости от деревни Валейкуны, примыкая к станции. Численность военнослужащих на 2021 год — примерно 300 человек (включая трёх обладателей крапового берета на 2018 год). По состоянию на 2023 год командиром батальона  являлся полковник Виктор Жадобин — сын высокопоставленного силовика Юрия Жадобина. На вооружении части имеется бронетехника. Отряд «Циклон» оснащён БЛА, дронами-камикадзе, ударными дронами.